# Aeropuerto Internacional de Damasco
El Aeropuerto Internacional de Damasco (en árabe: مطار دمشق الدولي) (IATA: DAM, OACI: OSDI) es un aeropuerto público situado en la ciudad de Damasco, la capital de Siria. Fue abierto en los años 1970 y pronto se convirtió en el aeropuerto con más tráfico de pasajeros de Siria. A pesar de la conflictiva situación política del país, el aeropuerto está experimentando un incremento significativo del número de pasajeros. En 2004, se estima que 3,2 millones de pasajeros usaron el aeropuerto. Actualmente se está llevando a cabo una gran renovación del aeropuerto y se planea construir una terminal vanguardista en los próximos años.

## Comercio y servicios
El aeropuerto cuenta con varias tiendas libres de impuestos. La mayor parte de ellas son gestionadas por Ramak, una compañía siria con gran reputación por sus buenos precios. El vestíbulo de salidas existe una cafetería, un cibercafé, tiendas de recuerdos, 3 restaurantes y una sala VIP.
El Banco Central de Siria tiene una oficina en el vestíbulo de llegadas. Hay bastantes oficinas de cambio de moneda repartidos por todo el aeropuerto.

### Movilidad
La forma más barata de llegar al centro de Damasco es mediante compañías de taxi, como por ejemplo EuroCar, Orient Tours, Chamtour, Victoria Rent-a-Car o Marmou. La compañía nacional de autobuses Karank ofrece una línea regular entre el aeropuerto y la Estación de Baramkeh.

## Aerolíneas y destinos

### Aerolíneas
| Aerolíneas                      | Ciudades |
| ------------------------------- | --- |
| Cham Wings Airlines 14 destinos | Internacionales: (14) Aman / Bagdad / Basra / Beirut / Erbil / Ereván / Jartum / Kuwait / Mascate / Moscú / Najaf / Teherán / Qamishli / Sharjah |
| FlyDamas 5 destinos             | Internacionales: (5) Bagdad / Basra / Jartum / Najaf / Qamishli                                                                                  |
| Fly Baghdad 3 destinos          | Internacionales: (3) Bagdad / Basra / Najaf |
| Syrian Air 13 destinos          | Internacionales: (13) Abu Dhabi / Argel / Aman / Bagdad / Baréin / Doha / Dubái / El Cairo / Jartum / Kuwait / Moscú / Najaf / Sharjah           |

### Destinos internacionales
| Europa           | Europa                                         | Europa                                                       | Europa | Europa | Europa |
| ---------------- | ---------------------------------------------- | ------------------------------------------------------------ | ------ | ------ | ------ |
| Rusia            |                                                |                                                              |        |        |        |
| Moscú            | Aeropuerto Internacional de Moscú-Sheremetievo | Cham Wings Airlines                                          |        |        |        |
| Moscú            | Aeropuerto Internacional de Moscú-Vnukovo      | Syrian Air                                                   |        |        |        |
| África           |                                                |                                                              |        |        |        |
| Argelia          |                                                |                                                              |        |        |        |
| Argel            | Aeropuerto Internacional Houari Boumedienne    | Syrian Air / Air Algérie                                     |        |        |        |
| Egipto           |                                                |                                                              |        |        |        |
| El Cairo         | Aeropuerto Internacional de El Cairo           | Syrian Air                                                   |        |        |        |
| Libia            |                                                |                                                              |        |        |        |
| Bengasi          | Aeropuerto Internacional de Benina             | Cham Wings Airlines                                          |        |        |        |
| Misurata         | Aeropuerto Internacional de Misurata           | Syrian Air                                                   |        |        |        |
| Sudán            |                                                |                                                              |        |        |        |
| Jartum           | Aeropuerto Internacional de Jartum             | Cham Wings Airlines / FlyDamas / Syrian Air                  |        |        |        |
| Asia             |                                                |                                                              |        |        |        |
| Arabia Saudita   |                                                |                                                              |        |        |        |
| Dammam           | Aeropuerto Internacional Rey Fahd              | Syrian Air                                                   |        |        |        |
| Medina           | Aeropuerto Príncipe Mohammad Bin Abdulaziz     | Syrian Air                                                   |        |        |        |
| Riad             | Aeropuerto Internacional Rey Khalid            | Syrian Air / Flynas                                          |        |        |        |
| Yeda             | Aeropuerto Internacional Rey Abdulaziz         | Syrian Air / Flynas                                          |        |        |        |
| Armenia          |                                                |                                                              |        |        |        |
| Ereván           | Aeropuerto Internacional de Zvartnots          | Cham Wings Airlines                                          |        |        |        |
| Baréin           |                                                |                                                              |        |        |        |
| Manama           | Aeropuerto Internacional de Baréin             | Syrian Air                                                   |        |        |        |
| Catar            |                                                |                                                              |        |        |        |
| Doha             | Aeropuerto Internacional Hamad                 | Syrian Air / Qatar Airways                                   |        |        |        |
| EAU              |                                                |                                                              |        |        |        |
| Abu Dhabi        | Aeropuerto Internacional de Abu Dhabi          | Fly Cham / Syrian Air                                        |        |        |        |
| Dubái            | Aeropuerto Internacional de Dubái              | Syrian Air / Flydubai / Fly Cham                             |        |        |        |
| Sharjah          | Aeropuerto Internacional de Sharjah            | Fly Cham / Syrian Air                                        |        |        |        |
| India            |                                                |                                                              |        |        |        |
| Bombay           | Aeropuerto Internacional Chhatrapati Shivaji   | Air India                                                    |        |        |        |
| Nueva Delhi      | Aeropuerto Internacional Indira Gandhi         | Air India                                                    |        |        |        |
| Irak             |                                                |                                                              |        |        |        |
| Bagdad           | Aeropuerto Internacional de Bagdad             | Fly Cham / Fly Baghdad / FlyDamas / Syrian Air / UR Airlines |        |        |        |
| Basra            | Aeropuerto Internacional de Basora             | Fly Cham / Fly Baghdad / FlyDamas                            |        |        |        |
| Erbil            | Aeropuerto Internacional de Erbil              | Fly Cham                                                     |        |        |        |
| Najaf            | Aeropuerto Internacional de Nayaf              | Fly Cham / Fly Baghdad / FlyDamas / Syrian Air / UR Airlines |        |        |        |
| Irán             |                                                |                                                              |        |        |        |
| Teherán          | Aeropuerto Internacional Imán Jomeini          | Cham Wings Airlines / Syrian Air                             |        |        |        |
| Jordania         |                                                |                                                              |        |        |        |
| Aman             | Aeropuerto Internacional de la Reina Alia      | Fly Cham / Royal Jordanian / Syrian Air                      |        |        |        |
| Kuwait           |                                                |                                                              |        |        |        |
| Ciudad de Kuwait | Aeropuerto Internacional de Kuwait             | Fly Cham / Syrian Air / Jazeera Airways                      |        |        |        |
| Líbano           |                                                |                                                              |        |        |        |
| Beirut           | Aeropuerto Internacional Rafic Hariri          | Fly Cham / Syrian Air                                        |        |        |        |
| Omán             |                                                |                                                              |        |        |        |
| Mascate          | Aeropuerto Internacional de Mascate            | Fly Cham                                                     |        |        |        |
| Pakistán         |                                                |                                                              |        |        |        |
| Islamabad        | Aeropuerto Internacional de Islamabad          | Pakistan International Airlines                              |        |        |        |
| Karachi          | Aeropuerto Internacional Jinnah                | Fly Cham / Pakistan International Airlines                   |        |        |        |
| Lahore           | Aeropuerto Internacional Allama Iqbal          | Fly Cham / Pakistan International Airlines                   |        |        |        |
| Turquía          |                                                |                                                              |        |        |        |
| Estambul         | Aeropuerto Internacional de Estambul           | Syrian Air / Turkish Airlines                                |        |        |        |

## Galería

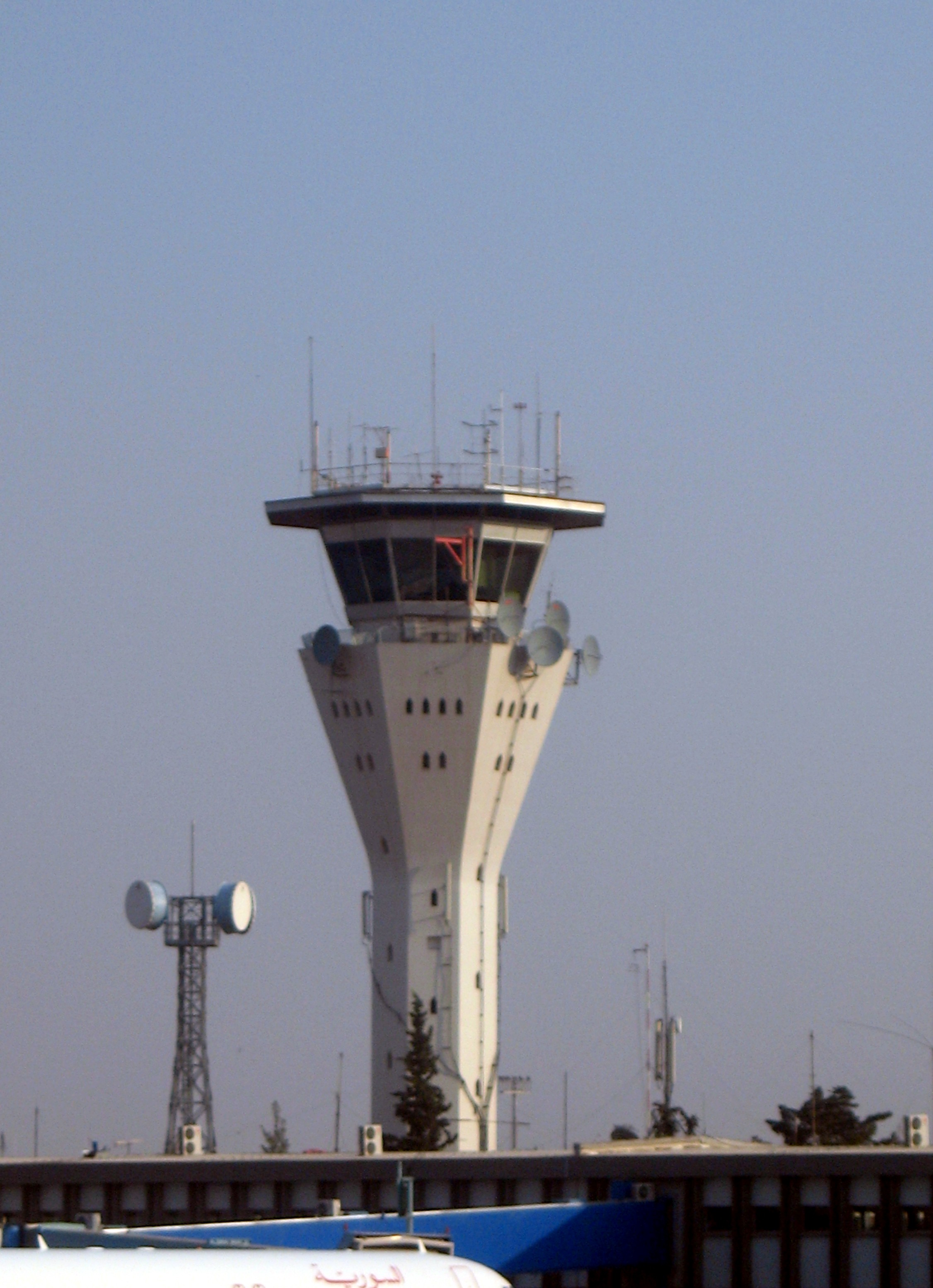
La torre de control.
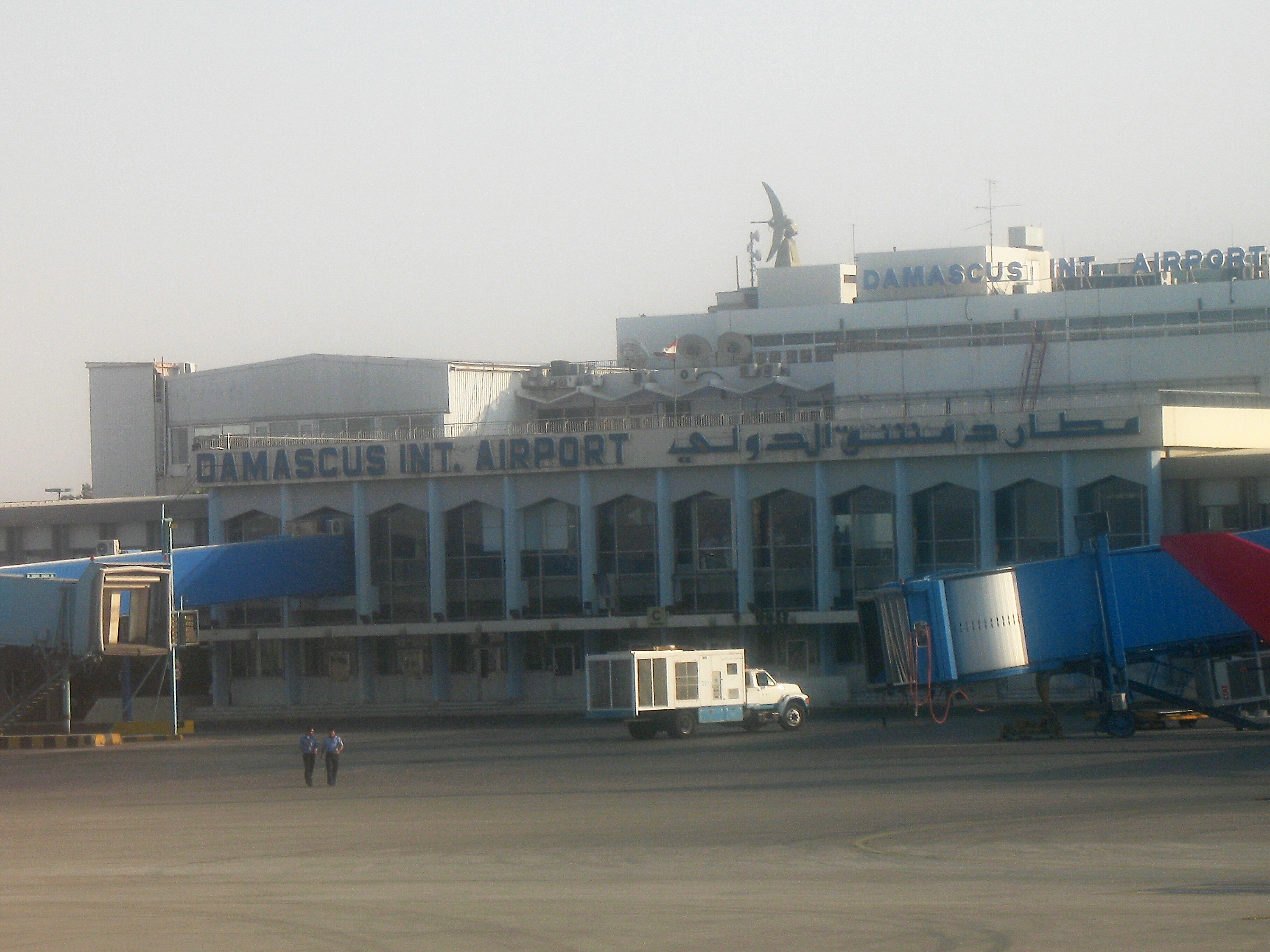
Vista del aeropuerto.
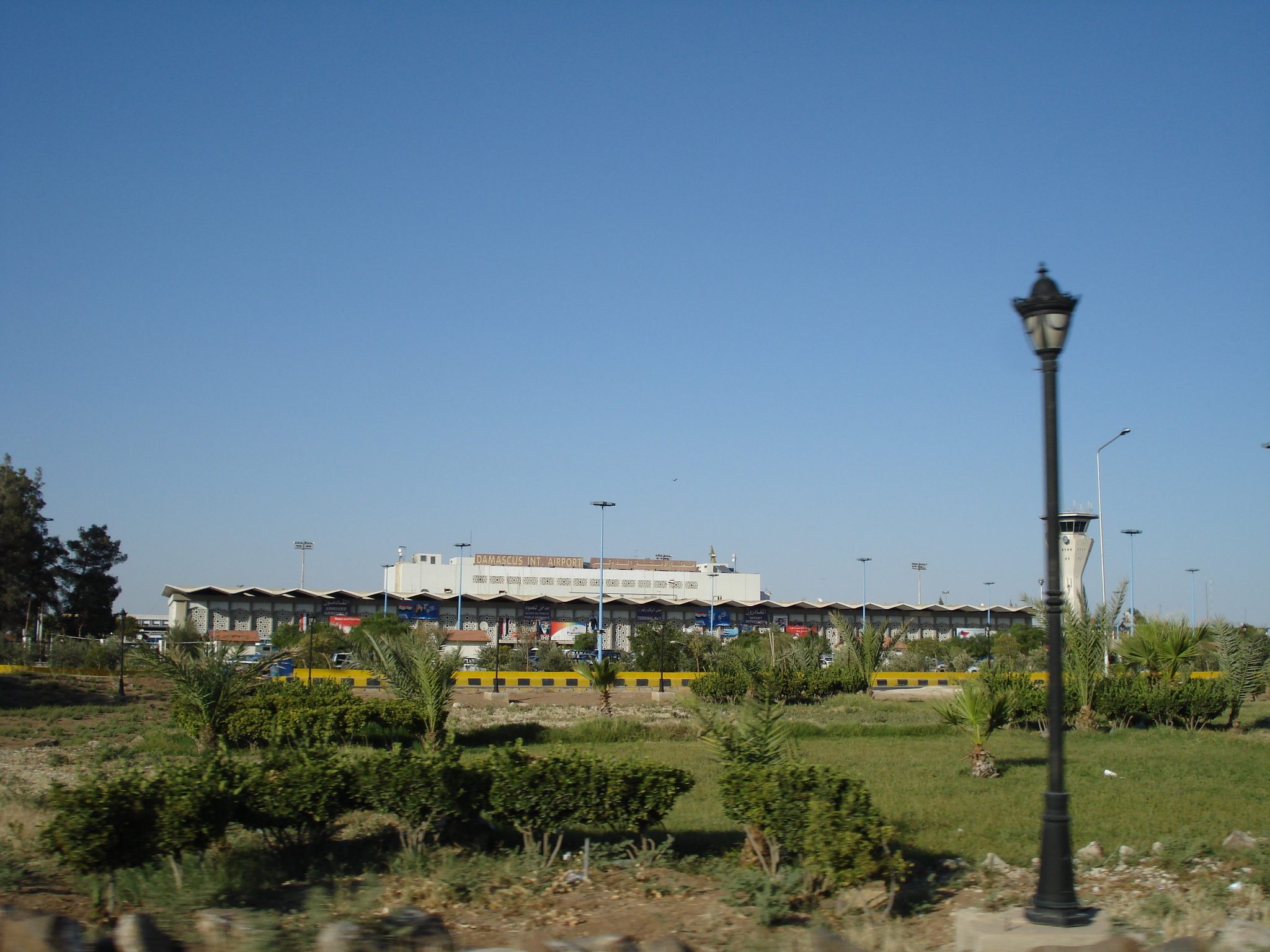
Otra vista del aeropuerto.